# Ferocactus flavovirens
Ferocactus flavovirens – to gatunek ferokaktusa pochodzący z Meksyku.

## Morfologia i biologia
Jest matowozielony, kulisty lub niskokolumnowy. Osiąga do 40 cm wysokości. Początkowo rośnie pojedynczo, lecz z czasem tworzy grupy. Z szarawych areoli, osadzonych co około 2 cm wyrasta po 14 szarych cierni bocznych, długości do 2 cm, i 4 środkowe, z których najniższy osiąga długość 8 cm. Kaktus kwitnie latem, jego kwiaty są dzienne, koloru żółtawoczerwonego. Wyrastają z wierzchołka rośliny.

## Uprawa
Wymaga pełnego słońca i temperatury nie spadającej poniżej 10 °C.